# Centurion (arbre)
Pour les articles homonymes, voir Centurion.

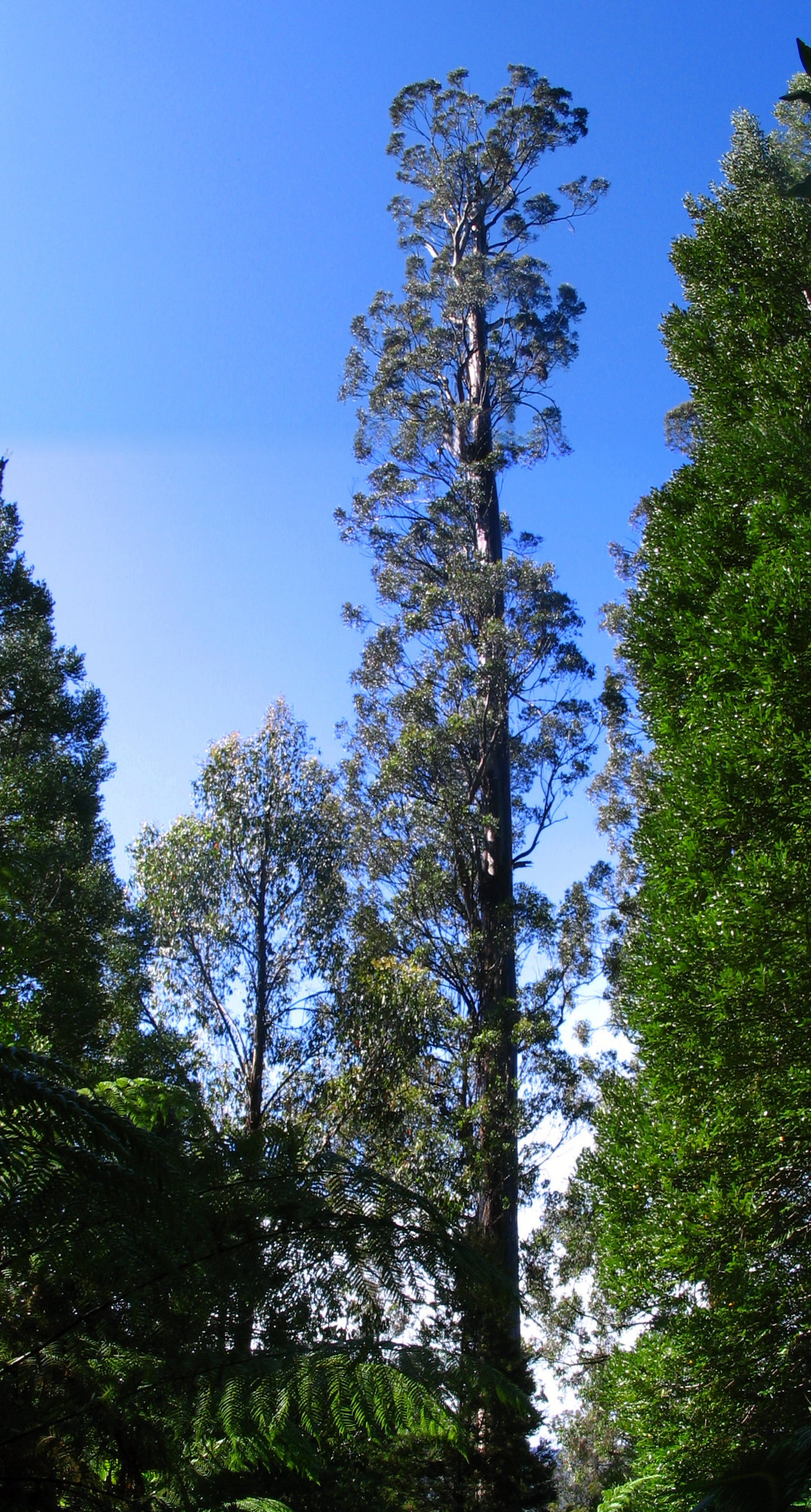
L'arbre en avril 2009

Centurion est le nom donné à un spécimen exceptionnel d'Eucalyptus regnans ; il s'agit du plus grand spécimen de cette espèce connu dans le monde depuis 2008. C'est aussi le plus grand arbre connu d'Australie à la même date. Il est situé dans le sud de la Tasmanie. Il mesure 100 mètres de haut, d'où son nom.

## Découverte et dimensions
La découverte de Centurion a été annoncée en 2008. Il a été trouvé par des employés forestiers de la compagnie Forestry Tasmania, dans une forêt domaniale près du fleuve Huon, à 4 km au nord-ouest du parc d'attraction Tahune Airwalket à 80 km au sud-ouest d'Hobart. 
Son emplacement demeure secret pour le préserver du vandalisme, il se situe hors de toute réserve naturelle, mais il a rapidement fait l'objet d'une mesure de protection. 
Sa hauteur a été mesurée à 99,8 mètres par un dispositif laser appelé LiDAR. Sa hauteur réelle pourrait être supérieure à 100 mètres car le LiDAR a tendance à sous-estimer les mesures. De plus, le sommet de l'arbre semble avoir été cassé par des aléas naturels ; il est en cours de repousse. Le diamètre de son tronc est 405 centimètres,.
Le nom de « Centurion » était initialement destiné au 100e arbre géant qui serait découvert dans ce secteur (cf infra). Il a finalement été donné à cet arbre du fait de sa hauteur très proche voire supérieure à 100 mètres.

## Arbres géants voisins
La Tasmanie abrite plusieurs autres arbres dits « géants » (giant trees). 
Le précédent record de hauteur pour cette espèce d'eucalyptus (Eucalyptus regnans) était de 97 mètres. Ce spécimen avait été baptisé « Icarus Dream » (Rêve d'Icare). Il est toujours vivant en 2015 et se situe dans la Styx Valley (en), à environ 100 kilomètres au nord-ouest d'Hobart.
À proximité de Centurion et découvert en même temps que ce dernier, se trouve un autre spécimen de la même espèce, dénommé Triarius. Sa hauteur a été mesurée à  86,5 mètres.